# Castelo de Quéribus

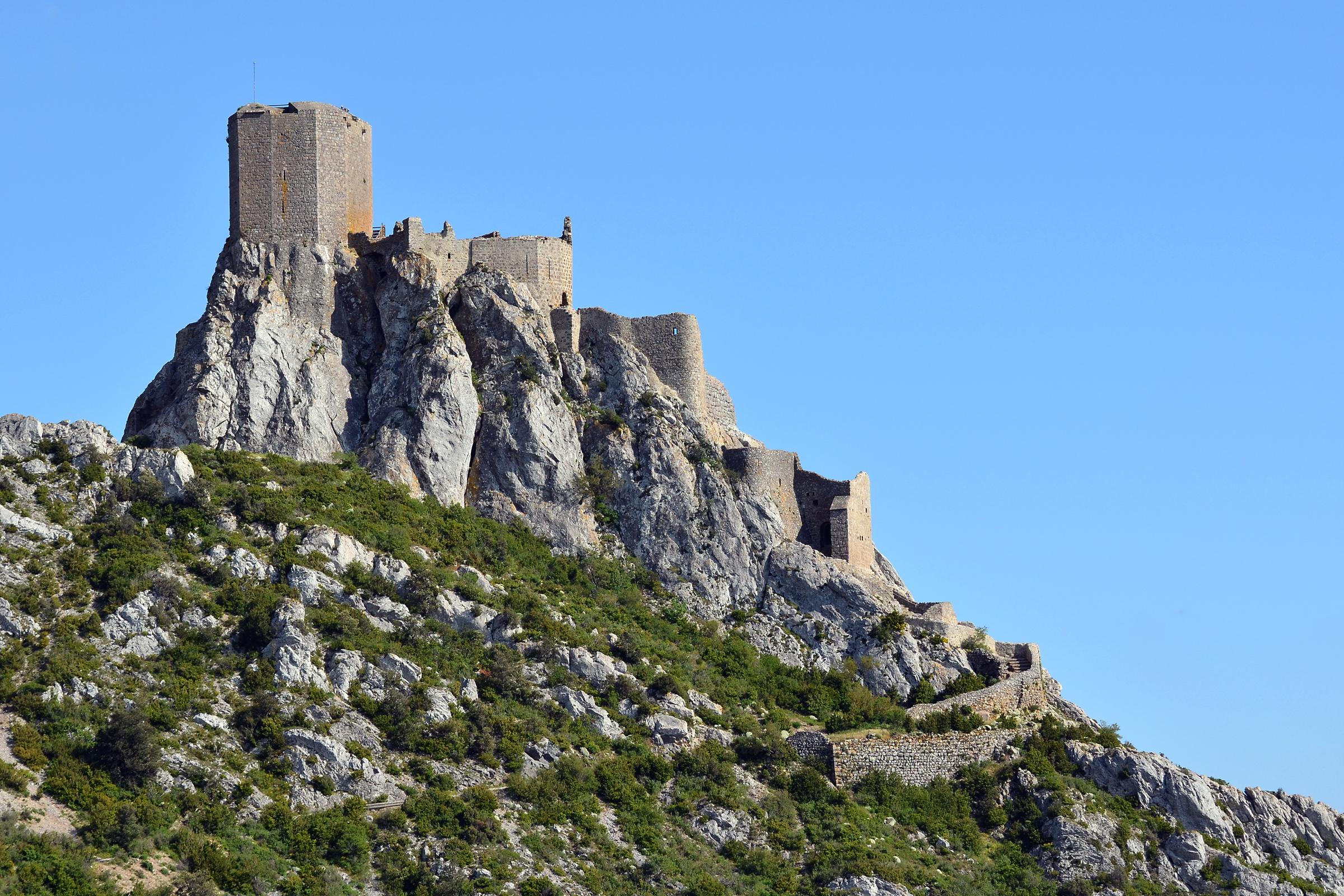
Castelo de Quéribus, França: vista panorâmica.

O Castelo de Quéribus (em occitano "Castèl de Queribús") localiza-se próximo à vila de Maury, na comuna de Cucugnan na divisa entre os departamentos de Aude e de Pyrénées-Orientales, na região de Languedoc-Roussillon, na França.

## História
É considerado por alguns autores como o último baluarte Cátaro. Após a queda do Castelo de Montségur em 1244, os sobreviventes Cátaros reuniram-se em outro baluarte, no alto da montanha na fronteira com o reino de Aragão (atual fronteira entre o Aude e o Pyrénées-Orientales).
Em 1255 um exército francês foi enviado para liquidar estes Cátaros remanescentes, mas eles evadiram-se sem luta, provavelmente para Aragão ou para o Piemonte - ambos regiões onde as crenças Cátaras ainda eram comuns, e onde a língua occitana ainda era falada.
O Castelo de Queribus é um do "Cinco filhos de Carcassonne", junto com o de Aguilar, o de Peyrepertuse, o Termes e o de Puilaurens: cinco fortes estrategicamente erguidos para defender a nova (1659) fronteira francesa contra a Espanha.

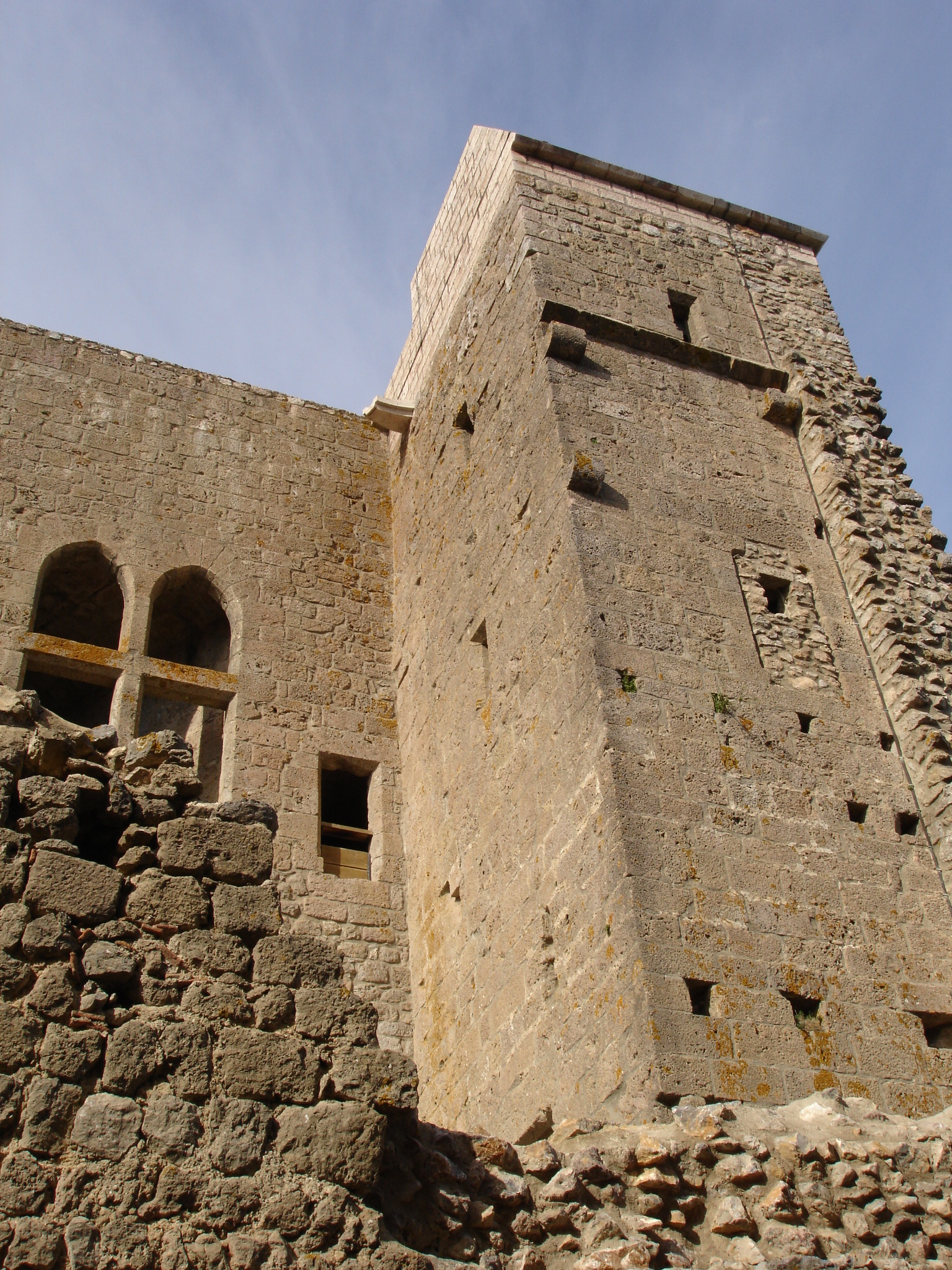
Castelo de Quéribus, França: torre do castelo.

Foi relacionado como monumento histórico pelo Ministério francês de Cultura desde que 1907. Em ruínas, em 1951 foram promovidos trabalhos de restauração em seu torreão.
Mais recentemente, entre 1998 e 2002, foi objeto de uma extensa campanha de restauração, encontrando-se atualmente aberto à visitação turística.

## Características
O Castelo de Quéribus ergue-se a 728 metros acima do nível do mar, isolado no topo do pico mais alto da montanha em quilômetros ao seu redor.